# درابة
الدرابة (الاسم العلمي: Draba) هي جنس من النباتات تتبع الفصيلة الكرنبية من رتبة الكرنبيات.

## أنواع الدرابة
- درابة الأعالي
- درابة إسبانية
- درابة إسفينية الأوراق
- درابة أتاكامية
- درابة أراراتية
- درابة أقصى الشمال
- درابة ألاجية
- درابة ألبرتية
- درابة ألبية
- درابة ألتاوية
- درابة أليفة الأحجار
- درابة أليفة الكالسيوم
- درابة أناضولية
- درابة أوسورية
- درابة باردة
- درابة باكستانية
- درابة باميرية
- درابة بايكالية
- درابة بركانية
- درابة بنفسجية
- درابة بوتانية
- درابة بوليفية
- درابة بيروفية
- درابة بيضوية
- درابة تيبتية
- درابة ثلاثية العروق
- درابة ثلجية
- درابة جزرية
- درابة جليدية
- درابة جناحية البذور
- درابة جنوبية
- درابة حادة الثمار
- درابة حريرية
- درابة حصارية
- درابة خشنة السويق
- درابة خيرية
- درابة راتينجية
- درابة ستاندلية
- درابة سخالينية
- درابة سميثية
- درابة سميكة
- درابة سميكة الأوراق
- درابة سوراتية
- درابة سيبيرية
- درابة سيكيمية
- درابة شامسوانية
- درابة شرقية
- درابة شريفية
- درابة شوداتية
- درابة شيهمية
- درابة صخرية
- درابة عارية
- درابة عربية
- درابة غيليسية
- درابة فضية
- درابة فضية الأوراق
- درابة فنزويلية
- درابة قصيرة الثمار
- درابة قصيرة السداة
- درابة قصيرة القلم
- درابة قطبية شمالية
- درابة قنابية
- درابة كاليفورنية
- درابة كبادوكية
- درابة كبيرة الأزهار
- درابة كشميرية
- درابة ماجلانية
- درابة ماكونية
- درابة متجذرة
- درابة متعالية
- درابة متنوعة الأوراق
- درابة مشمسة
- درابة مضللة
- درابة ملتفة الساق
- درابة منفوخة الثمار
- درابة مونغولية
- درابة نرويجية
- درابة هلبية
- درابة هوكرية
- درابة هيلرية
- درابة ورداكية
- درابة وسادية